# Ignác Held
Ignác František Held, auch Ignatz (von) Held (* 8. Dezember 1764 in Hohenbruck; † 1816 in Brest-Litowsk) war ein böhmischer Komponist.
Held lebte seit 1783 zunächst in Polen, später in Sankt Petersburg und Moskau als Gitarrist, Pianist und Lehrer. Er komponierte zahlreiche Klavierstücke sowie Lieder. Außerdem verfasste er 1798 eine Gitarrenschule, die im 19. Jahrhundert von Aksenow in Petersburg übertragen für die siebensaitige (russische) Gitarre herausgegeben wurde.